# 潰瘍性大腸炎
潰瘍性大腸炎（かいようせいだいちょうえん、英: Ulcerative colitis、略: UC）は、主に大腸粘膜に炎症などにより潰瘍やびらんができる原因不明の非特異性炎症性疾患。クローン病（英語: Crohn's disease、略: CD）とともに炎症性腸疾患（英語: Inflammatory bowel disease、略: IBD）に分類される。
大腸粘膜に潰瘍やびらんが多発することで、血便（下血）を伴う下痢や激しい腹痛などの症状が現れる炎症性慢性疾患。発症原因が不明であることや、重症化すると大腸摘出手術が必要になったり、最悪の場合は死亡するケースもあることから、平成27年1月1日に厚生労働省から指定難病（旧 特定疾患）告示番号97に指定されている。
消化管全体に炎症反応が起こり得るクローン病とは異なり、UCでは炎症は大腸に限局される。古くは、クローン病と同じ病因から生じる病気と考えられていたが、現在では全く病態の異なる別の病気であることが判明している。
クローン病と合わせて、2015年の時点で約1,120万人が罹患している。 毎年10万人あたり1〜20人の新規患者が発生し、10万人あたりの有病率は5〜500人である。地域的には、北米と欧州でより一般的である。初回発症の多くは15-30歳であるが、60歳以上のケースもあった。男女での発症率に差はみられない。この病気は1950年代からより一般的になった。米国においては、潰瘍性大腸炎とクローン病とを合わせ、およそ100万人が影響を受けている。適切な治療を行えば、死亡リスクは一般人とさほど変わらない。この病気の最初の記述は1850年ごろから始まった。平成25年度の患者数（医療受給者証および登録者証交付件数の合計）は約16万人とされ、毎年5,000人程度増加している。

## 臨床像
|            | クローン病                            | 潰瘍性大腸炎               |
| ---------- | ------------------------------------- | -------------------------- |
| 排便       | 多くはお粥のような状態 。たまに脂肪便 | 多くは粘液状で、血液を含む |
| テネスムス | 一般的ではない                        | より一般的                 |
| 発熱       | 一般的                                | 重度の状態である           |
| 瘻孔       | 一般的                                | まれ                       |
| 減量       | しばしば                              | 非常にまれ                 |

基本的に発症すると寛解・再燃を繰り返して行く。全消化管に生じるクローン病と異なり、基本的に大腸に限定して生じる。また、大腸粘膜が長期に渡って炎症を生じることで大腸癌を発症する可能性もある。

### 症状
- 頻繁に便意をもよおす[13][14]。
- 主に「粘血便」・「下痢」・「腹痛」を自覚して生じる場合が多い。
- 粘血便は軽度の場合は下痢便に少量の粘液と血液が付着する程度だが、重症化なると大量の粘血が混入するようになり、ときに「便成分がなく、粘血のみの状態、鮮血のみの状態」「トマトケチャップのような便」になることがある。
- 粘血便・下痢はときに一日10回以上の非常に頻回なものになることがある。
- 腹痛の程度も軽度なものから激しいものまで様々である。
- 進行すると「発熱（ときに38℃以上の高熱）」・「吐き気」・「嘔吐」・「全身倦怠感」・「頻脈」・「体重減少」・「貧血」などを伴ってくる。

### 合併症

#### 腸管合併症
大腸粘膜の炎症が悪化すると腸管の蠕動機能が失われ、ハウストラ（大腸のひだ）の消失を生じたり（鉛管状腸管と言う）、腸管拡張を生じて悪化し腸閉塞像を呈したもの（中毒性巨大結腸症と言う）では、消化管穿孔を生じる場合もある。特に中毒性巨大結腸症は早急に治療しなければ死に至ることもある、UCの最も危険な合併症である。また、稀だが内科的治療では制御不可能なほど大量に出血することがあり、この場合、早急に手術しなければ循環性ショックを起こして死に至ることもある。
重症化するUCの患者や、ステロイドを使っている難治性の患者の中に、原因としてサイトメガロウイルス感染を生じるケースが見られる。
大腸癌を合併した症例も存在する。このうち虫垂部の腫瘍は定期的な大腸内視鏡検査を行っていても見逃され易いとの指摘がある。

#### 腸管外合併症
大腸以外にも、「関節、皮膚、眼、耳、咽喉、足指、手指」などに合併症が生じることが知られている。これは免疫異常（自己免疫疾患）が影響していると考えられている。特に眼の合併症は放置すると失明に至る危険性がある。
- 結節性紅斑
- 多発性関節炎・強直性脊椎炎
- 壊疽性膿皮症[19]
- 虹彩炎、ぶどう膜炎 ： 放置すると失明することもある。
- 肛門周囲炎・肛門膿瘍
- 肛門潰瘍・痔
- 偽ポリポーシス（ポリープ）
- 胆石症・原発性硬化性胆管炎
- 腎炎
- 歯肉炎
- 口内炎
- 凍瘡（足、指、耳）
- 浮腫（むくみ）
- 口渇
- 肝機能障害、肺機能障害
- 脱毛
- 視力低下

## 原因
はっきりした原因はまだわかっていない。考えられる仮説として、清潔すぎる環境、ストレス、腸内細菌の異常（悪玉菌の増加、善玉菌の減少）、人工甘味料の影響、自己免疫反応の異常（自己免疫疾患）、遺伝性（家族性）、食生活の欧米化などが原因ではないか、と指摘されている。また、遺伝的にはクローン病と異なり、関連が薄いことが報告されている。

### ストレス（心労）と食生活に関与する報告例
- 強度のストレスによる発症が認められたとする報告。近年の報告では、潰瘍性大腸炎ではクローン病とは異なり遺伝性の要因は少なく、ストレスや欧米的な食生活等の環境因子による発症や病態の進展が認められたとする報告。

### 自己免疫反応の異常とする報告例
- 胸腺T細胞系異常が認められたとする報告[23]。

### 細菌が関与しているとする報告例
- 大阪大学大学院歯学研究科の研究によれば、潰瘍性大腸炎患者の唾液中のミュータンス菌は、標準菌と異なる糖鎖を持つグルコースの側鎖を持たない高病原性株TW295 の検出率が高く、高病原性株への感染は潰瘍性大腸炎発症のリスクが高い[24][25]。
- 腸内細菌である硫化水素産生菌（嫌気性 Bacteroides、好気性菌 Enterobacteriaceae[26]）が産生する硫化水素が潰瘍性大腸炎の原因ではないかとの指摘がある。大腸の粘膜に硫化水素を代謝する酵素が存在するが、その許容量以上の硫化水素に大腸粘膜がさらされることが潰瘍性大腸炎の原因となるのではないかとの指摘がされている[27]。硫化水素はミトコンドリアに所在するシトクロムcオキシダーゼを阻害することにより毒性を発現する。高濃度の硫化水素に曝露されることでアポトーシス関連蛋白質であるカスパーゼ-3の活性化、ミトコンドリアからのシトクロムcの遊離が見られ、ミトコンドリアを介したアポトーシスが誘導される可能性がある[28][信頼性要検証]。大腸粘膜を傷害するおそれのある有害な物質の発生を制御するためシソ科を中心としたいくつかの植物の抽出物を動物にあたえることで硫化水素やメタンチオールの発生を抑制することが報告されている[29]。イギリスで行われた調査では約3分の1のヒトがメタン菌を保有するメタン生産者である。メタンガスを作らないヒトでは、水素を利用するメタン菌の代わりに硫酸還元菌が水素や乳酸を利用して硫酸イオンを還元し、硫化水素をつくる[30]。
- 切除標本からフソバクテリウム属 (Fusobacterium varium) が検出され、いくつかの臨床研究の結果から関与しているとする報告がある[31]。

## 病理
主に直腸から発症し連続して全大腸に広がっていく。腸管粘膜の全層に炎症像が見られるクローン病と異なり、粘膜上皮に限局した炎症像を呈し、固有筋層に炎症が及ぶことは比較的稀である。病変の拡がりにより、全大腸炎、左側大腸炎、直腸炎に分類される。主な所見は以下の通り。
- 杯細胞の減少
- 腸陰窩の萎縮・陰窩膿瘍の形成
- 単核細胞浸潤

## 臨床検査
細菌性、ウイルス性の感染性腸炎でないことを診断してから、潰瘍性大腸炎を疑い検査が行われる。

### 内視鏡
今日では最も広く一般的に行われる臨床検査。病変部は主に直腸から発症し連続して全大腸に広がっていく。主な内視鏡所見は以下の通り。
- 腸管粘膜の血管透見性の消失
- 発赤調・微細顆粒状の粘膜
- 腸管粘膜に膿性粘液物の付着
- 深掘れ潰瘍（サイトメガロウイルス感染合併例）

一般的には下部から上部に向かって悪化し、上部から下部に向かって緩和されると見られているが、まれに、横行結腸→下行結腸→S状結腸の順で緩和が見られても、その奥の上行結腸で密かに悪化が進むことがある。

### 一般検査
血液炎症の強さの指標として、赤沈（赤血球沈降速度）・C反応性蛋白 (CRP) , 出血の指標としてHbなどが用いられるが、赤血球沈降速度・C反応性蛋白は必ずしも腸内の炎症状態を反映していないと指摘されている。
便カルプロテクチン検査キットが保険収載項目として追加された。

### 鑑別が必要な疾患
血便や激しい腹痛を起こす他の疾患例。
腸管出血性大腸菌や赤痢菌による出血性大腸炎、腸結核、薬剤性腸炎、偽膜性大腸炎、虚血性大腸炎、上腸間膜動脈血栓症、腸重積、大腸癌、大腸憩室症

## 重症度
以下が主に用いられている臨床的重症度評価である。
- 日本旧厚生省特定疾患治療研究班 「臨床的重症度分類」
「血便回数」「便回数」「発熱」「腹痛」「頻脈」「貧血」「赤沈」などと「内視鏡所見」で評価されていく。
- 米国メイヨークリニック 「Mayo Score」
- 英国 「Sutherland Index」

以下は内視鏡的な重症度評価である。
- Matts score

## 治療
寛解・再燃を繰り返すため、治療は大きく以下の2つが行われる。
寛解維持療法：炎症が治まっている状態を維持する。
寛解導入療法：炎症が強くなり再燃・活動時した状態から炎症を抑えていく。

### 食事指導
食事指導としては高蛋白を心がけ、脂肪、食物繊維、生ニンニク等を控えることが奨励される。ただし、中等症ないし重症の場合は絶食・腸管安静を計り、点滴による高カロリー輸液を行う。また、特定の食品が症状を抑えるかは明かではない。「ω3脂肪酸、n-3脂肪酸を豊富に含む魚油サプリメントは、炎症を軽減し抗炎症薬を減らす」との報告があるが、データが少なくさらなる研究が必要とされている。また、プロバイオティクスの有効性は統計学上の有意な差はないとの報告もなされている。

### 薬物療法
「寛解維持療法」・「寛解導入療法」共に薬物療法が基本となる。

#### サリチル酸
寛解維持療法・寛解導入療法共に使用される。潰瘍性大腸炎の治療においては最も基本的で重要な治療薬。
- サラゾスルファピリジン (Salazosulfapyridine;SASP)

サラゾスルファピリジン (SASP) は、約1⁄3が小腸で吸収され、大腸で腸内細菌によってSPと5-ASAに分解されて腸管粘膜に作用する。
副作用：男性に可逆性の精子形成阻害が発生する場合もある。可逆性であるので、使用中止により数か月で精子の形成が回復する。
- サラゾピリン：坐剤も存在する。クローン病にも適応。

- メサラジン (Mesalazine・5-aminosalicylic acid;5-ASA)

メサラジン (5-ASA) はサラゾスルファピリジン (SASP=SP+5-ASA) から「SP」を取り除き、有効成分「5-ASA」のみを取り出した治療薬。そのため副作用はサラゾスルファピリジンより少ないが、メサラジンの方が大腸に届く前に小腸で吸収されてしまうことも多い。販売されているメサラジン製剤は、「小腸で吸収されずに大腸で作用されるように」各社での製薬工夫がされており、日本では以下が認可されている。また後発医薬品も存在する。
- ペンタサ：坐剤も存在する。大腸下部、直腸部分への効果が弱い。直腸部分の炎症には、坐剤が推奨される。クローン病にも適応。（スイスのフェリング・ファーマシューティカルズ社、Ferring Pharmaceuticalsが開発）
- アサコール：ペンタサの欠点を修正し、直腸部分の炎症にもある程度の効果が期待される。（スイスのティロッツ社、Tillotts Pharma AGが開発）
- リアルダ：1日1回の服用。寛解期には2錠。活動期には4錠を服用する。冷蔵庫での保管が必要である。2016年11月に使用認可された。（アイルランドのシャイア社が開発）

（また海外特にアメリカにおいては、上記の他にも複数の種類のメサラジン製剤がFDAに認可されて存在している。）

#### 注腸剤
潰瘍性大腸炎に使用できる注腸剤としては、前述のメサラジン注腸剤（医薬品商品名：ペンサタ、サラゾピリン）のほかに、プレドニゾロン注腸剤（プレドネマ）、ベタメタゾン注腸剤（ステロネマ）が存在する。さらに2017年9月1日にブデソニド注腸剤（レクタブル）が厚生労働省から認可された。ただしこの薬品はステロイド製剤であるので、副腎皮質抑制症状があらわれないかどうか、6週間を目安に薬の継続か否かを医師と相談する必要がある。

#### ステロイド療法
主に寛解導入療法に用いられる。最近では寛解維持目的には使用されないことが多い。副作用があるので、使用には慎重さが求められる。
- プレドニゾロン (Prednisolone) を経口内服・経直腸投与または点滴静注する。
- ステロイドパルス療法

強力な寛解導入療法として、主にメチルプレドニゾロンやハイドロコルチゾンなどを用いて行われる。
副作用：ステロイドの副作用としては、ムーンフェイス（顔がお月様のように円形になってしまう）、多毛（毛深くなる）、腎臓疾患、カンジタ症、食欲亢進、体重増加などがある。
※医薬品名：ゼンタコート、プレドニン、プレドニゾロン、リンデロン、リンデロン坐剤、プレドネマ注腸、ステロネマ注腸

#### 抗TNFαモノクローナル抗体
TNFαを標的とした分子標的治療薬として以下が日本では認可されている。主に寛解維持療法に使用されることが多い。レミケードの使用が多い。ただし薬価が高価であるので、経済的に困難な家庭にとっては厳しい医薬品である。
- インフリキシマブ（レミケード）
- アダリムマブ（ヒュミラ）
- ゴリムマブ（シンポニー）

#### 免疫抑制剤
以下は主に寛解導入療法に用いられる。血中濃度測定が必要であるため専門医療機関にて行われる。副作用があるので、使用には慎重さが求められる。
- タクロリムス (Tacrolimus;FK506) : （製品名:プログラフ）：カルシニューリン阻害薬。

以下は主に寛解維持療法に用いられる。
- アザチオプリン (azathioprine;AZA) : （製品名:イムラン・アザニン）
- メルカプトプリン (6-mercaptopurine;6-MP) : （製品名:ロイケリン）：旧来より用いられるが日本では保険未適応
- シクロスポリン (cyclosporin A;CyA) :（製品名:ネオーラル・サンディミュン）：カルシニューリン阻害薬。旧来より用いられるが日本では保険未適応

#### JAK阻害剤
- トファシチニブ：ゼルヤンツ[40]。錠剤。中等症・重症に使用。2018年5月認可。
- フィルゴチニブ：ジセレカ[41]。錠剤。中等症・重症に使用。2022年3月認可。
- ウパダシチニブ：リンヴォック[42]。錠剤。中等症・重症に使用。2022年9月認可。

#### 抗α4β7インテグリンモノクローナル抗体
- ベドリズマブ：エンタイビオ：[40]。点滴静注。中等症・重症に使用。2018年7月認可。

#### 抗IL-12/23p40モノクローナル抗体製剤
- ウステキヌマブ：ステラーラ。1) 点滴静注(130mg)[43]。中等症・重症の寛解導入療法に使用。2) 皮下注シリンジ(45mg)[44]。中等症・重症の維持療法に使用。1) 2) 共に2020年3月認可。

#### α4インテグリン阻害薬
- カロテグラストメチル：カログラ[45]。錠剤。中等症に使用。2022年3月認可。

### 血球除去療法
透析を用いて、患者の体外に血液を循環させ、炎症を起こす免疫細胞（顆粒球・単球・リンパ球など）を血中から取り除く治療法で、寛解導入療法として薬物療法と共に行われる。また、薬物抵抗性（ステロイド抵抗性）の場合においても治療効果は高い。
- 白血球除去療法 (Leukocytapheresis：LCAP) : セルソーバ
- 顆粒球除去療法 (Granulocytapheresis：GCAP) : アダカラム

保険適応は潰瘍性大腸炎の活動期の病態の改善および寛解導入で、1連につき10回または11回施行できる。通常週1回ずつ行うが、週2回以上施行する方法も有効な寛解導入療法として行われてきている。

### 外科療法
手術の絶対適応として、劇症、中毒性巨大結腸症、穿孔、大出血、癌化などがある。特に癌化をのぞく4つは緊急手術の適応となる。基本術式は大腸全摘出術+回腸肛門吻合術・回腸肛門管吻合術である。
- 大腸全摘出術・結腸直腸全摘出術
- 回腸肛門吻合術 (ileo anal anastomosis : IAA)
- 回腸肛門管吻合術 (ileoanal canal anastomosis : IACA)

基本的に癌化が認められた場合、炎症粘膜すべてが癌化の発生の確率が高いため、多くの大腸癌のように病変部のみの切除は行なわず、全大腸摘出術を施行する。

### 現在研究中の治療法
フソバクテリウム・バリウム (Fusobacterium varium)
順天堂大学医学部の大草敏史らによって、フソバクテリウム・バリウムをターゲットとした除菌療法（抗菌薬3剤併用療法、ATM療法）が2003年より臨床試験中。（抗生物質3種を服用する治療法。結節性紅斑には一定の効果があるが、潰瘍性大腸炎への有効性は確認されていない。）
抗菌薬多剤併用療法
アモキシシリン、テトラサイクリン、メトロニダゾールを経口投与し、症状の軽減が図られる。
健常人糞便腸注（糞便移植）療法

ビフィズス菌含有大腸崩壊性カプセル
腸内細菌叢を改善するためにヨーグルトなどの乳酸菌やビフィズス菌 (Bifidobacterium) 含有食品の摂食を行っても、大腸までは到達し難いため、大腸崩壊性カプセルにビフィズス菌を内包させた物を経口投与した結果、症状の改善が視られたとする報告がある。
テルペノイド・ゾナロール
2014年 東京工科大学応用生物学部佐藤拓己らのグループが、テルペノイド・ゾナロールによる潰瘍性大腸炎抑制効果を発見した。このテルペノイド・ゾナロールは、褐藻類シワヤハズに含まれるものとのこと。
分子標的治療薬
抗体製剤や遺伝子組換え製剤ではない小分子薬剤であるJAK阻害剤が研究段階にある。
豚鞭虫
東京慈恵会医科大学で患者の腸に寄生虫の卵を入れることで免疫活動を安定させる研究が進められている。
その他
- 東京医科歯科大学のチームが、患者の大腸から粘膜のもとになる幹細胞を採取・培養して患部に移植し、粘膜を再生する初の臨床研究に乗り出す。粘膜が深く傷ついた重症患者が対象で、2018年秋にも１例目を行う。この再生治療が成功すれば、重症患者も再発しない状態まで回復する可能性がある。

### 漢方薬・生薬ほか
漢方薬・生薬（補助的役割）
2017年後半に、慶応大学病院などの研究で、「青黛（）」が治療にきわめて有効であることが報告された。ただし青黛の副作用が、厚生労働省に複数報告されている。副作用は肺動脈性肺高血圧症（難病）で、複数報告例がある。したがって、使用に当たっては医師への相談が必要である。
また価格が500gあたり4,200円（例）など、やや高めなのも難点である。漢方薬局では、田七人参、桃花湯、黄土などが処方されることもある。いずれも止血作用などがある。
だが、治療の主体はあくまでも化学薬品であるペンタサ、アサコール、リアルダである。
サプリメント
DHA、EPA（魚油）は、炎症を抑制する作用があるとされているが、効果は限定的。またリノール酸が多すぎると、体内に炎症が起きやすいとの研究報告もある。グルコシルセラミドが腸の炎症を抑制するとの報告もある。キノコ由来のポリサッカライドがシトクロムcに作用して、アポトーシスが誘導される可能性があると報告されている。
人工甘味料
アスパルテームなどの人工甘味料は、腸内細菌叢に影響を与える。体重増加や2型糖尿病、腸疾患の発症リスク上昇の関連があるとする報告がある。

## 歴史
1875年に英国のGuy's HospitalのSamuel WilksとWalter Moxonによって報告された。日本では1928年に東京大学の稲田龍吉らによって初めて報告されている。1973年には旧厚生省より特定疾患に指定された。

## 潰瘍性大腸炎に罹患した著名人
- 朝日大輔
- 安達久美
- 安達了一 - 元プロ野球選手、オリックス・バファローズ所属
- 安倍晋三 - 第90代・第96代～第98代内閣総理大臣、第21代・第25代自由民主党総裁を2回務めるも、いずれも潰瘍性大腸炎が遠因の機能性大腸炎で任期途中で辞任。
- 天羽希純 - アイドルグループ#2i2
- IKE（イケ） - ロックバンドSPYAIRの元ボーカル。
- 一戸剛
- 糸原健斗 - プロ野球選手、阪神タイガース所属
- 浦野真彦 - 将棋棋士
- 大江慎也
- 大宮エリー - 脚本家、作家、エッセイスト、ラジオパーソナリティ
- 頭木弘樹 - 著書に闘病記『食べることと出すこと』がある
- 梶原夕希也
- 岸明日香[62]
- 岸本隆一 - プロバスケットボール（bjリーグ）選手、琉球ゴールデンキングス所属
- 原修太
- 北川悦吏子
- 桐生祥秀 - 男子陸上100メートル元日本記録保持者
- 桜樹ルイ - 元AV女優
- 佐々木俊尚
- 寒川直喜
- 島袋全優 - 漫画家。自身の闘病エッセイ作品として『腸よ鼻よ』を出版している。
- 須田慎一郎
- スコット・スピード
- 田中幹也 - プロ野球選手、中日ドラゴンズ所属。大学時代に罹患が判明し、大腸の全摘手術を受けた。
- 高橋メアリージュン
- 中里融司
- 中道勝士 - 元プロ野球選手。プロ入り直後に罹患が判明し、体調不良で試合出場もままならないまま、1年で戦力外通告を受けた。
- 中村千絵 - 声優
- ダレン・フレッチャー
- 本名正憲 - フリーアナウンサー。元中国放送アナウンサー
- もこう - YouTuber、ゲーム実況者
- 矢郷良明
- 吉木誉絵[63]
- 龍炎狼牙 - 漫画家
- 若槻千夏
- MACO